# Grónská kolonie (1950–1953)
Grónská kolonie byla dánská kolonie na území Grónska v letech 1950 až 1953. Vznikla sjednocením Severního a Jižního inspektorátu Grónsko. Za dobu svého fungování měla jednoho guvernéra, Poula Huga Lundsteena. Zanikla 5. června 1953 tím, že bylo Grónsko povýšeno na jeden z dánských krajů, tzv. Amtů. Hlavním městem byl Nuuk.